# Championnat d'Égypte de football 1958-1959
Navigation
Saison précédente Saison suivante
La saison 1958-1959 du Championnat d'Égypte de football est la 9e édition du championnat de première division égyptien. Dix clubs égyptiens prennent part au championnat organisé par la fédération. Les équipes sont regroupées au sein d'une poule unique où elles rencontrent leurs adversaires deux fois, à domicile et à l'extérieur.
C'est le club d'Al Ahly SC, tenant du titre depuis 8 saisons, qui remporte à nouveau le championnat, après avoir terminé en tête du classement final, avec huit points d'avance sur le Zamalek SC et dix sur le duo Tersana SC-Al Olympi. C'est le 9e titre de champion d'Égypte de l'histoire du club, qui manque le doublé en s'inclinant face au Zamalek en finale de la Coupe d'Égypte.

## Les clubs participants
| - Al Ahly SC - Tersana SC - Zamalek SC - Ittihad Suez - Ghazl El Mahallah | - Al-Qanah - Al Olympi - Al Teram - Al Sekka Al Hadid - Tanta FC |

## Compétition

### Classement
Le classement est établi sur le barème de points classique (victoire à 2 points, match nul à 1, défaite à 0).
| Rang | Équipe            | Pts | J  | G  | N | P  | Bp | Bc | Diff |
| ---- | ----------------- | --- | -- | -- | - | -- | -- | -- | ---- |
| 1    | Al Ahly SC T      | 31  | 18 | 14 | 3 | 1  | 55 | 13 | +42  |
| 2    | Zamalek SC C      | 23  | 18 | 9  | 5 | 4  | 33 | 22 | +11  |
| 3    | Tersana SC        | 21  | 18 | 7  | 7 | 4  | 32 | 24 | +8   |
| 4    | Al Olympi         | 21  | 18 | 8  | 5 | 5  | 31 | 29 | +2   |
| 5    | Ittihad Suez      | 19  | 18 | 7  | 5 | 6  | 21 | 20 | +1   |
| 6    | Al Qanah          | 17  | 18 | 5  | 7 | 6  | 22 | 26 | -4   |
| 7    | Al Sekka Al Hadid | 14  | 18 | 5  | 4 | 9  | 30 | 38 | -8   |
| 8    | Tanta FC          | 13  | 18 | 4  | 5 | 9  | 20 | 34 | -14  |
| 9    | Ghazl El Mahallah | 12  | 18 | 3  | 6 | 9  | 20 | 35 | -15  |
| 10   | Al Teram          | 9   | 18 | 3  | 3 | 12 | 18 | 41 | -23  |

| Légende : Qualifications et relégations | Légende : Qualifications et relégations                |
| --------------------------------------- | ------------------------------------------------------ |
|                                         | Champion d'Égypte 1958-1959                            |
|                                         | T : Tenant du titre C : Vainqueur de la Coupe d'Égypte |

## Bilan de la saison
| Championnat d'Égypte de football 1958-1959 |                       |
| Champion                                   | Al Ahly SC (9e titre) |
| Coupes et trophées                         |                       |
| Vainqueur de la Coupe d'Égypte 1958-1959   | Zamalek SC            |
| Promotions et relégations                  |                       |
| Promus en Egyptian Premier League          | Aucun                 |
| Relégués en Egyptian Second League         | Aucun                 |